# 哈琵·赫洛瓦蒂
哈琵·赫洛瓦蒂（印尼語：Happy Herowati，1935年—），是一名印尼已退役女子羽球運動員。

## 簡歷
哈琵·赫洛瓦蒂取得的最大成功可以追溯到1962年。在有史以來的第一屆亞洲羽球錦標賽上，她與科莉·卡維拉朗一起贏得女子雙打冠軍。然而，在同年的亞洲運動會羽毛球比賽上，僅次於同胞米納妮·蘇達揚托和芮特諾·庫斯蒂加而獲得女子雙打銀牌。在女子單打比賽中，她僅次於米納妮·蘇達揚托和科莉·卡維拉朗而獲得銅牌。